# Elcinevino
ElCinevino fue un proyecto de proyección cinematográfica itinerante, que tuvo como objetivo llevar el Cine a aquellos lugares donde no hay sala de proyección.
Se inició en septiembre del 2007 y finalizó en marzo del 2011, realizando 1000 exhibiciones de Cine en localidades rurales y ciudades de Chile para públicos sin acceso a salas de Cine, más 100 talleres de Cine para niños y jóvenes, produciendo 100 cortometrajes escritos y realizados por los mismos alumnos.
Realizó más de 600 exhibiciones de cine gratuitos en localidades rurales y ciudades de Chile, recorriendo más de 200 mil kilómetros, con más de 80 mil espectadores.

## Trayectoria
El proyecto nace de la necesidad de implementar un sistema de distribución alternativo para el Cine Chileno, que permita democratizar el acceso a este bien cultural, entregando de cierto modo un subsidio a la demanda, orientado principalmente a personas que no tienen acceso al cine, ya sea por razones geográficas o económicas.
En Chile ha existido un fuerte aumento de la producción audiovisual, proceso que partió con la vuelta a la democracia en 1990. Pero este boom de producciones, no ha sido acompañado por una labor de formación de audiencias ni de difusión en localidades rurales. 
El proyecto buscaba ser una alternativa flexible y eficiente de difundir el cine chileno, de revitalizar los espacios públicos, entregando un bien cultural gratuito.

## Giras
ElCineVino, ha visitado localidades de todas las regiones de Chile, desde Visviri en el Norte, hasta Puerto Williams en el Sur. Visitando también el pueblo de Hanga Roa, en la Isla de Rapa Nui.